# Kötzschau
Kötzschau is een plaats en voormalige gemeente in de Duitse deelstaat Saksen-Anhalt, en maakt deel uit van de Landkreis Saalekreis.
Kötzschau telt 1.986 inwoners.